# Ramales de la Victoria
Ramales de la Victoria è un comune spagnolo di 2 575 abitanti situato nella comunità autonoma della Cantabria, comarca di Asón.
È attraversato dal fiume Asón e dai due affluenti Gandera e Carranza, che segnano il territorio con strette e profonde valli. La Valle dell'Asón è stata e lo è tuttora sede di vie di comunicazione fra la Meseta e i Cantabrici e fra l'importante porto di Laredo e Burgos. Su questa strada sorsero i due abitati di Gibaja e Ramales che costituiscono l'attuale comune, con capoluogo Ramales che gli dà il nome a cui venne aggiunto nel XIX secolo de la Victoria a ricordo della battaglia che vi si svolse durante la Prima guerra Carlista con la vittoria dei "liberali" di Isabella II contro gli "assolutisti" di Carlo Maria Isidoro di Borbone-Spagna.
L'economia comunale tradizionalmente basata sull'allevamento bovino e sulla coltivazione foraggera, nel corso del XX secolo si è trasformata in economia soprattutto di servizi. Il settore terziario dei servizi alla popolazione e ai turisti occupa infatti il 57,7% della popolazione attiva di fronte al 17,6% di impiegati nell'edilizia, al 16% nell'industria locale e dei comuni vicini e al solo 8,7% nella cura dei prati foraggeri necessari all'allevamento dei bovini da latte, che è ancora di un certo rilievo. La popolazione cresciuta costantemente ma con periodi di alti e bassi ed oscillazioni del numero degli abitanti è passata dai 2 051 abitanti del 1900 agli oltre 2.500,attuali con un'alta percentuale di crescita nell'ultimo decennio. L'età media è di 44 anni d'età, indice di prevalenza della popolazione anziana su quella giovane.

## Storia
Le numerosissime cavità con pareti decorate da arte rupestre e i numerosi reperti archeologici permettono di affermare con certezza che nel territorio comunale la presenza umana fu continua dal paleolitico fino al medioevo. Documenti scritti citano Gibaja come abitato esistente nel 1170 e Ramales nel 1210. Appartennero entrambe alla Junta de Paraya che era amministrata da un alcalde mayor, un gubernador general e due regidores generales, sotto il governo del Corregidor che rappresentava il re essendo queste terre in regime di realengo, cioè di dipendenza diretta dal re ma con organi amministrativi propri. Il corregidor di nomina reale governava politicamente e militarmente il territorio del Corregimiento de cuatro Villas de la Costa del Mar che oltre ad altri paesi comprendeva Gibaja e Ramales.
Nel 1499 la decisione di deviare su Ramales la strada fra la Meseta e il litorale cantabrico favorì Ramales dandogli un'occasione di sviluppo a scapito di Gibaja che era in precedenza attraversata da questa strada.
Nel 1822 la Junta si divise in due e Ramales si costituì in comune con Gibaja. Nel 1839 Ramales fu protagonista in una battaglia che mise fine alla prima guerra carlista nel fronte del nord. Questa guerra, che insanguinò per decenni la Spagna, era stata determinata dalla decisione presa dal re Ferdinando VII, che non aveva eredi maschi, di abolire la "legge salica" ancora in vigore in Spagna che vietava l'ascesa al trono delle donne. Il re infatti voleva favorire sua figlia Isabella II ma incontrava il contrasto del fratello Carlo Maria Isidoro di Borbone-Spagna che in regime di legge salica sarebbe salito al trono succedendogli alla morte. Quando questa avvenne nel 1833 Isabella fu proclamata regina con la reggenza della madre Maria Cristina di Borbone-Due Sicilie. La successione non fu la sola causa della guerra perché Ferdinando VII dopo la fine della guerra d'indipendenza abolì la Costituzione liberale del 1812 ma non reinstaurò l'Inquisizione e nel cosiddetto "Triennio liberale", dal 1820 al 1823, introdusse alcune concessioni di carattere liberale togliendo anche alcuni privilegi feudali per ingraziarsi i liberali, mentre il fratello avrebbe voluto un ritorno al regime assolutista. La Spagna si divise allora in due fazioni: i liberali detti anche cristinos dal nome della reggente favorevoli a Isabella II e la fazione dei carlisti, che volevano il ritorno dell'antico regime assolutista, favorevoli al pretendente al trono Carlo.
A Ramales si scontrarono gli eserciti dei generali Maroto ed Espartero delle opposte fazioni, in una battaglia che finì con la vittoria dell'esercito dei liberali e che concluse la fase settentrionale della prima guerra carlista. A ricordo di questa vittoria al nome del comune fu aggiunto "de la Victoria". Ramales uscì da questo scontro semidistrutta e incendiata. Si risollevò nei decenni successivi ed ebbe una grande espansione economica nel primo decennio del XX secolo in buona parte dovuto alla costruzione sella ferrovia che la congiunse a Bilbao e Santander e successivamente con la costruzione dell'autostrada che attraversa il suo territorio. Questa eccellente possibilità di comunicazioni ebbe l'effetto di favorire sia il turismo che il commercio. Attualmente, seguendo l'esempio di alcuni comuni della provincia che hanno approntato i cosiddetti "poligoni industriali" dove si sono impiantate nuove imprese, il comune sta costruendo il Parque Empresial Alto Asón.

## Monumenti e luoghi d'interesse
Il Comune è ricco di siti archeologici con caverne, grotte e chilometri di gallerie utilizzate nella preistoria con pareti decorate da arte rupestre rappresentante per lo più animali, che attraggono turisti ed amanti della speleologia.
Fra le tante si possono citare le Cavernas de Rio Carrouza, la Cueva de Covalanas dichiarata bien de intéres cultural, la vicina Cueva La Haza. la Cueva de la Callalvera, la Cueva de la Sollariza, ma ce ne sono molte altre fino anche a 22 caverne in un percorso di solo 1 km.
Del patrimonio di architettura religiosa sono da citare le chiese di San Pedro del XVI secolo a Ramales, di San Emetrio y San Caledonio dei secoli XVI-XVII a Gibaja, Nuestra Señora de Guadamino del XIV secolo a Ramales, l'Ermita de San Salvador dei secoli XV-XVI a Ramales e l'Ermita de San Juan, degli stessi secoli, a Gibaja.
Per quanto attiene al patrimonio architettonico civile sono da ricordare la Casa de Juan de Sarabia del XVIII secolo a Ramales, la Escuela de Gibaja del 1670, il Palacio de Rovillagigedo del XVIII secolo a Ramales, e la Casa Consistorial, sede del municipio costruita a Ramales negli anni dal 1875 al 1903, la Villa Ochoa del 1880 a Ramales.

## Feste

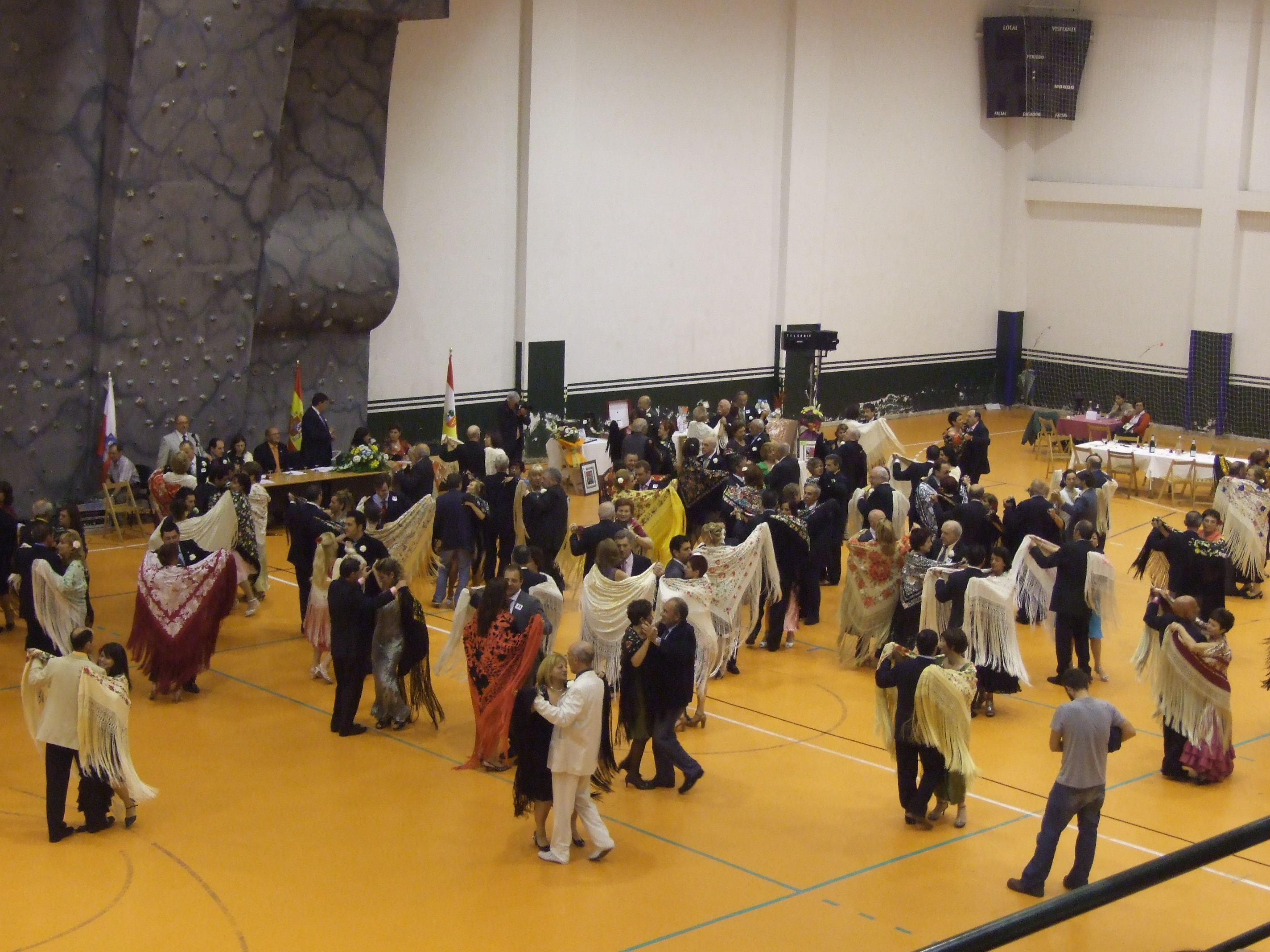
Verbena del Mantón.

Il 24 giugno festa di San Juan a Gibaja, il 28 giugno San Pedro Apostol y San Valentin a Ramales, la festa di San Valentin continua anche il 30 giugno, inoltre il sabato successivo c'è la verbena, cioè festa notturna del manton con sfilata in costume, musica e danze.